# Fleur blanche
Dans le vocabulaire de la parfumerie, les fleurs blanches constituent une famille olfactive, constituée des fleurs ayant des pétales blancs. Ce sont souvent des fleurs, dites sensuelles, au parfum naturellement entêtant, enveloppant et charnel. Elles sont souvent dites miellées, épicées ou fruitées.
Parmi les fleurs blanches on trouve les fleurs de : chèvrefeuille, frangipanier, gardénia, jasmin, muguet, oranger, tiaré, tubéreuse, ylang-ylang.
Elles mettent en valeur d'autres composants comme : l'ambre, la vanille, les épices ou des fruits comme la banane, la mangue et la noix de coco.